# Lacaille 9352
Lacaille 9352 (Gliese 887) è una stella nella costellazione del Pesce Australe, di magnitudine 7,34. Si tratta di una nana rossa ed è tra le stelle più vicine alla Terra, tuttavia, pur essendo la nana rossa più luminosa del cielo notturno, è troppo debole per essere vista a occhio nudo. È localizzata a poco meno di 11 anni luce dal Sole, nella costellazione del Pesce Australe, a sud-est di β e a sud-ovest di γ e δ Piscis Austrini. Fu menzionata per la prima volta dal Nicolas Louis de Lacaille.
È una nana rossa di tipo spettrale M0,5V (o M2V, secondo altre fonti). Sia la massa che il raggio risultano circa la metà di quelli solari, mentre la luminosità è circa un centesimo. La metallicità è un po' più bassa di quella del Sole ([Fe/H] = −0,06, circa l'87%). Con un moto proprio di 6,9 secondi d'arco all'anno, è la quarta stella con il più alto moto proprio del cielo.
Una ricerca effettuata con il Telescopio spaziale Hubble nel 2000 non aveva dato evidenza dell'esistenza di eventuali oggetti substellari orbitanti attorno alla stella.
La bassa luminosità, la piccola massa dell'astro e la lieve attività magnetica della stella hanno indotto in un primo momento gli studiosi a ritenere che il sistema fosse un buon candidato per la ricerca di pianeti potenzialmente abitabili; in un ciclo completo del telescopio TESS della durata di 27 giorni di monitoraggio ottico, la stella non ha mostrato brillamenti rilevabili. Tuttavia osservazioni di archivio del 2015 effettuate con il telescopio Hubble in luce ultravioletta avrebbero evidenziato potenti bagliori, generalmente associati a espulsioni di massa coronale, tali da investire i pianeti vicini con una pioggia di radiazioni che avrebbe completamente eroso una eventuale atmosfera presente sui pianeti già da diverso tempo.

## Sistema planetario
Nel giugno 2020 è stata annunciata la scoperta di due super terre in orbita attorno alla stella, grazie al metodo della velocità radiale tramite lo spettrografo HARPS da parte di un team di ricercatori dell'università di Gottinga. Data la loro vicinanza alla stella madre, orbitano più veloci di Mercurio; il pianeta più distante si trova ai limiti interni della zona abitabile e ha una temperatura di equilibrio, se calcolata con un'albedo simile a quella terrestre, di circa 350 K (77 °C), mentre la temperatura del pianeta più vicino è di circa 195 °C.
Un terzo segnale è stato rilevato nello studio, di un possibile terzo pianeta con periodo di 50 giorni, che potrebbe essere nella zona abitabile della stella, tuttavia gli astronomi sono dubbiosi al riguardo e pensano che il segnale possa derivare dall'attività propria della stella.
| Pianeta | Tipo        | Massa    | Periodo orb.  | Sem. maggiore | Scoperta |
| ------- | ----------- | -------- | ------------- | ------------- | -------- |
| b       | Super Terra | 4,195 M⊕ | 9,252         | 0,068 UA      | 2020     |
| c       | Super Terra | 7,596 M⊕ | 21,789 giorni | 0,12 UA       | 2020     |